# 下夸尔纳
下夸尔纳（義大利語：Quarna Sotto）是意大利韦尔巴诺-库西亚-奥索拉省的一个市镇。总面积16.04平方公里，人口425人，人口密度26.5人/平方公里（2009年）。ISTAT代码为103059。